# Championnat de Libye de football 1976-1977
Navigation
Saison précédente Saison suivante
La saison 1976-1977 du Championnat de Libye de football est la douzième édition du championnat de première division libyen. La compétition est en fait une phase finale qui réunit les trois clubs vainqueurs des championnats régionaux (Est, Ouest et Sud). Les clubs affrontent deux fois leurs adversaires, à domicile et à l'extérieur.
C'est le club d'Al Tahaddy Benghazi, vainqueur du championnat régional Est, qui remporte le titre, après avoir terminé en tête du classement devant Al Ittihad Tripoli et Al-Qurthabia Sabha. C'est le deuxième titre de champion de Libye de l'histoire du club, après celui remporté en 1968.

## Les clubs participants
| - Al-Qurthabia Sabha - Champion de la région Sud - Al Tahaddy Benghazi - Champion de la région Est - Al Ittihad Tripoli - Champion de la région Ouest |

## Compétition

### Classement
| Rang | Équipe              | Pts | J | G | N | P | Bp | Bc | Diff |  | Résultats (▼ dom., ► ext.) | Tah | Itt | Qur |
| ---- | ------------------- | --- | - | - | - | - | -- | -- | ---- |  | -------------------------- | --- | --- | --- |
| 1    | Al Tahaddy Benghazi | 6   | 4 | 3 | 0 | 1 | 5  | 1  | +4   |  | Al Tahaddy Benghazi        |     | 1-0 | 3-0 |
| 2    | Al Ittihad Tripoli  | 5   | 4 | 2 | 1 | 1 | 2  | 1  | +1   |  | Al Ittihad Tripoli         | 1-0 |     | 0-0 |
| 3    | Al Qurthabia Sebha  | 1   | 4 | 0 | 1 | 3 | 0  | 5  | -5   |  | Al Qurthabia Sebha         | 0-1 | 0-1 |     |

| Qualifications et relégations | Qualifications et relégations                                  |
| ----------------------------- | -------------------------------------------------------------- |
|                               | Qualification pour la Coupe d'Afrique des clubs champions 1978 |

## Bilan de la saison
| Championnat de Libye de football 1976-1977 |                                |
| Champion                                   | Al Tahaddy Benghazi (2e titre) |
| Coupes et trophées                         |                                |
| Vainqueur de la Coupe de Libye 1976-1977   | Al Medina Tripoli              |
| Qualifications continentales               |                                |
| Coupe d'Afrique des clubs champions 1978   | Al Tahaddy Benghazi            |
| Coupe des Coupes 1978                      | Al Medina Tripoli              |
| Promotions et relégations                  |                                |
| Promus en Premier League                   | Aucun                          |
| Relégués en Second Division                | Aucun                          |